# San Francisco Municipal Railway
San Francisco Municipal Railway är ett kollektivtrafikföretag som kör i San Francisco. 2006 körde man på totalt 46,7 engelska kvadratmil (121 kvadratkilometer) med en budget på  cirka 700 miljoner USA-dollar.  Man var 2006 USA:s sjunde största kollektivtrafikbolag, med 210 848 310 resor 2006 och näst störst i Kalifornien, efter Metro i Los Angeles. Med en medelhastighet på  7–8,1 engelska mil i timmen, är kabelspårvagnen USA:s långsammaste kollektivtfärdmedel.
Företaget bedriver trafik med bl.a. buss, trådbuss, snabbspårväg, spårvagn och kabelspårväg.

### Fotnoter
1. ↑  ”SF Muni History: The First Days”. San Francisco Municipal Transportation Agency. Arkiverad från originalet den 21 september 2012. https://web.archive.org/web/20120921035002/http://www.sfmta.com/cms/mfleet/firstdays.htm. Läst 26 december 2011.
2. ↑  härlett från: Market Street Railway.[källa från Wikidata]
3. ↑  Bose, Sonali. ”FY 2006–2007 Third quarter Financial Results and Year-End Projection” (PDF). San Francisco Metropolitan Transportation Agency. Arkiverad från originalet den 27 mars 2009. https://web.archive.org/web/20090327154055/http://www.sfmta.com/cms/rbudget/documents/FY2006-073rdqtrFinancialResultsyearendprojection.pdf. Läst 6 maj 2009.
4. ↑  ”Fiscal Year 2008 Short Range Transit Plan: Chapter 4” (PDF). San Francisco Metropolitan Transportation Agency. Arkiverad från originalet den 27 mars 2009. https://web.archive.org/web/20090327154059/http://www.sfmta.com/cms/rsrtp/documents/09Chapter4-CurrentServiceaccessible-fy08PublicDraftforMTAB10-2.pdf. Läst 6 maj 2009.
5. ↑  Eskenazi, Joe. ”The Muni Death Spiral”. San Francisco Weekly. Arkiverad från originalet den 15 januari 2013. https://web.archive.org/web/20130115074253/http://www.sfweekly.com/2010-04-14/news/the-muni-death-spiral/. Läst 28 oktober 2012.